# Агда Естлунд
Агда Марія Естлунд (швед. Agda Maria Östlund), до шлюбу Лундгрен (Lundgren, 1870–1942) — шведська феміністка, суфражистка та політична діячка, членкиня Соціал-демократичної партії Швеції.

## Біографія
Народилася 3 квітня 1870 року в Кепінгу у робітничій сім'ї.
Вивчилася на швачку, створила власну швейну майстерню із кількома співробітницями. Одружившись із Андерсом Естлундом (Anders Östlund), переїхала з ним в 1896 році до Стокгольма.
У 1903 році вступила до стокгольмського жіночого клубу (Stockholms allmänna kvinnoklubb), а згодом стала його головою. Вона здійснила багато агітаційних поїздок країною, виступаючи за права голосу жінок. Також працювала в Соціал-демократичній федерації жінок (Sveriges socialdemokratiska kvinnoförbund) і в 1911—1917 роках була головою її виконавчого комітету.
У 1921 році Агда Естлунд стала однією з п'яти перших жінок, обраних до парламенту Швеції після отримання жінками виборчого права. Серед них також були: Неллі Тюринг, Елізабет Тамм і Берта Веллін — в нижній палаті, а також Керстін Гессельгрен — у верхній палаті. Естлунд пропрацювала в парламенті до 1940 року. У Риксдагу вона стала першою жінкою, яка виступила з трибуни нижньої палати, а також першою жінкою, обраною до комітету парламенту від соціал-демократів.
Агда Естлунд у своїй політичній та громадській діяльності займалася питаннями домашнього насильства, пенсійного забезпечення жінок, медичного обслуговування жінок і дітей. Вона вважалася представницею робітничого класу і зразком для наслідування для багатьох шведських жінок.
Померла 26 червня 1942 року в Стокгольмі.